# Billanahosahalli, Hunsur
Billanahosahalli là một làng thuộc tehsil Hunsur, huyện Mysore, bang Karnataka, Ấn Độ.